# Lysva
Pour les articles homonymes, voir Lysva (homonymie).
Lysva (en russe : Лысьва) est une ville du kraï de Perm, en Russie, et le centre administratif du raïon Lysvenski. Sa population s'élevait à 64 038 habitants en 2014.

## Géographie
Lysva est située sur les contreforts occidentaux de l'Oural, au bord de la rivière Lysva, dans le bassin de la Volga. Elle se trouve à 26 km au sud de Tchoussovoï, à 91 km à l'est de Perm et à 1 248 km à l'est de Moscou.

## Histoire
Le premier établissement sur le site de la ville est une fonderie de fer créée en 1785. En 1902, la ville est desservie par le chemin de fer. Lysva acquiert le statut de ville en 1926.

## Population
Recensements (*) ou estimations de la population
| 1926*  | 1939*  | 1959*  | 1970*  | 1979*  | 1989*  |
| ------ | ------ | ------ | ------ | ------ | ------ |
| 27 286 | 51 410 | 72 989 | 72 762 | 74 976 | 76 614 |

| 2002*  | 2006   | 2010*  | 2012   | 2013   | 2014   |
| ------ | ------ | ------ | ------ | ------ | ------ |
| 71 148 | 69 689 | 65 918 | 65 069 | 64 430 | 64 038 |

## Économie
La principale activité est la sidérurgie (fabrication de fer-blanc, de tôles et de ronds à béton). Il y a également une fabrique de turbines, d'appareillages électriques, plusieurs entreprises des secteurs textile et agroalimentaire. Dans la région se trouvent des mines de fer et de charbon.